# 叛客魔咒樂團
叛客魔咒樂團（Underoath）是一個來自佛羅里達州坦帕的美國基督教金屬蕊樂團，由Dallas Taylor和Luke Morton在1997年11月30日成立於佛羅里達州奧卡拉，接著其他來自坦帕的成員陸續加入。他們目前與Solid State唱片簽約，它是Tooth and Nail唱片的子公司，該樂團則是該公司旗下最受歡迎的組合。
由於多位陣容的改變，目前樂團中沒有一個創始成員。創團主唱Dallas Taylor還未離團時，樂團創作了專輯《Act of Depression》、《Cries of the Past》、《The Changing of Times》。在他離開後，Spencer Chamberlain成為後來的主唱，樂團發行《They're Only Chasing Safety》與《穿梭陰陽界》（Define the Great Line），使他們從1997年來，就分別獲得具有公信力的金唱片獎與告示牌200中的基督教專輯榜的最高排名。這兩張專輯使樂團打入主流市場，獲得商業成功。
在2007年與2010年，叛克魔咒樂團都獲得葛萊梅獎提名。接著，在2008年5月27日發行一張現場CD/DVD組合《Survive, Kaleidoscope》、第四張專輯《碎裂聲響》（Lost in the Sound of Separation）在二月底到五月初錄製，之後在9月2日發行， 獲得告示牌200第八名。他們最近一張專輯《Ø》在2010年11月9日發行，這是他們的第一張：少了最後一位創團成員－鼓手兼歌手的Aaron Gillespie，他在該年初就離團了。

## 歷史

### 成立與首張作品《Act of Depression》 (1997–2000)
在1997年9月30號，主唱Dallas Taylor和吉他手Luke Morton，在佛羅里達州奧卡拉組成了叛客魔咒樂團（Underoath）。Morton從聖經某處想到了Underoath這個名稱。與Morton參加同個教會的鼓手Aaron Gillespie，被邀請加入這個樂團。而他答應了，接著又找來吉他手Corey Steger和貝斯手Octavio Fernandez，當時他們都還只是中學生。
一年後，他們在佛羅里達一帶表演、巡迴，1999年年與阿拉巴馬的唱片公司Takehold簽約。大略就在那時候，Luke Morton在樂團沒有發表任何正式作品下離開。他們的第一張作品《Act of Depression》，共賣了2000份。

### 《Cries of the Past》與《The Changing of Times》 (2000–2003)
2000年，鍵盤手Christopher Dudley加入叛客魔咒樂團，共同錄製了五首歌、四十分鐘長的作品《Cries of the Past》，很快賣出了3000張。目前，第一張專輯《Act of Depression》與第二張專輯《Cries of the Past》都已經絕版了。2001年Takehold唱片被位於西雅圖的Tooth & Nail唱片收購，隨後樂團就於該唱片的子公司Solid State唱片簽約。隔年一月，貝斯手Grant Brandell成為樂團的新成員。樂團接著開始製作他們在Solid State唱片的第一張作品《The Changing of Times》，製作人James Paul Wisner，同時也參與了上一張作品的製作。專輯在同年二月26日發行，同時也發行了一支單曲《When the Sun Sleeps》。主唱Dallas Taylor解釋新專輯歌詞事關於：「人們玩弄他人的感情，這使你感到痛苦」以及「在人生的難關中奮鬥，並在其中找到神的同在。」儘管樂風極大的轉變，飽受評論家與老歌迷們的非難，但依舊打破過去發行專輯的總銷量。
2003年夏天，樂團為了專輯的宣傳，第一次參加《Warped巡迴》，然而在秋季時，他們中斷了巡演，由於Taylor被要求離開樂團。鍵盤手Chris Dudley解釋道，Taylor不能與樂團巡迴的原因有很多，離開是他自己的決定。在大家猜測解散可能性之下，他們繼續在2003年八月聲援樂團Atreyu的巡演，找來來自樂團Winter Solstice的Matt Tarpey擔任臨時主唱。十月，在紐約CMJ音樂祭中，樂團與新主唱Spencer Chamberlain一起亮相，他是樂團This Runs Through的前成員。Chamberlain還在前樂團時，就曾與叛客魔咒樂團一起巡迴，他的室友正好就是鍵盤手Dudley，他們的交情被認為是促使Chamberlain成為正式主唱的原因。鼓手Gillespie解釋，在Chamberlain來以前，成員們「處得並不是很好」，他加入以後「一切都正常了，我們進行的很順利」。Chamberlain成為了固定成員，樂團開始討論是否改變團名，展開新的開始。最終他們仍然以「Underoath」這個團名繼續。

## 在台灣的發展
台灣的EMI唱片首先在2006年6月，代理了樂團Underoath的作品，並將其翻譯為「叛客魔咒樂團」，然而這個翻譯在台灣歌迷中引起不小的爭議。在該年七月發行《穿梭陰陽界》（Define The Great Line）。2008年EMI則是引進了樂團的下一張專輯《碎裂聲響》（Lost In The Sound Of Seperation）。後來的新作品《Φ》則沒有唱片公司進行代理。
2011年十月，基石音樂與馬雅音樂在他們的Facebook頁面上宣布叛客魔咒樂團將在2012年三月11日來台舉行演唱會，並於2011年十一月30日開始售票。

## 樂團成員
| 現任成員 - Grant Brandell – 貝斯 (自2002) - Spencer Chamberlain –主唱、吉他(自2003) - Daniel Davison –鼓手(自2010) - Christopher Dudley – 鍵盤手、混音、取樣、程式(自2000) - Timothy McTague – 吉他、和聲(自2001) - James Smith – 節奏吉他(自2003) | 前任成員 - Rey Anasco – 貝斯(1997–1999) - Matthew Clark – 貝斯(2000–2001) - Octavio Fernandez – 節奏吉他(2000–2003)、貝斯(1999–2000) - Aaron Gillespie – 鼓手、清腔(1997–2010) - Luke Morton – 吉他(1997–1999) - Billy Nottke – 貝斯(2001–2002) - Kelly Scott Nunn – 節奏吉他(2002–2003) - Corey Steger – 節奏吉他(1998–1999)、吉他(2000–2001) 歌手(1998–2001) - Dallas Taylor – 主唱(1997–2003) |

## 音樂作品
專輯
- Act of Depression (1999)
- Cries of the Past (2000)
- The Changing of Times (2002)
- They're Only Chasing Safety (2004)
- 穿梭陰陽界（Define the Great Line） (2006)
- 碎裂聲響（Lost in the Sound of Separation） (2008)
- Ø (2010)